# Spanische Frauen-Rugby-Union-Nationalmannschaft
Die spanische Frauen-Rugby-Union-Nationalmannschaft (spanisch Selección femenina de rugby de España) ist die Nationalmannschaft Spaniens in der Sportart Rugby Union und repräsentiert das Land bei allen Länderspielen (Test Matches) der Frauen. Die Mannschaft trägt den Spitznamen Las Leonas („die Löwinnen“). Die organisatorische Verantwortung trägt der Verband Federación Española de Rugby (FER). Traditionell spielt Spanien in roten Trikots mit blauen Hosen und roten Socken.
Das erste Test Match fand 1989 gegen Frankreich statt. Spanien nahm bisher an sechs Weltmeisterschaften teil und erreichte beim Turnier 1991 mit dem sechsten Platz sein bestes Ergebnis. Von 2000 bis 2006 nahmen die Spanierinnen zudem am Five- bzw. Six Nations teil, wurden jedoch durch die Italienerinnen ersetzt um das Frauenturnier an jenes der Männer anzugleichen. Bei den von Rugby Europe organisierten Europameisterschaften gewannen die Spanierinnen bislang zwölfmal den Titel.

## Organisation
Verantwortlich für die Organisation von Rugby Union in Spanien ist die Federación Española de Rugby (FER). Der Verband wurde 1923 gegründet und trat 1988 dem International Rugby Football Board (IRFB; heute World Rugby) bei. Die Federación Española de Rugby war außerdem im Jahr 1934 Gründungsmitglied des Kontinentalverbandes Fédération internationale de rugby amateur (FIRA; heute Rugby Europe).

## Geschichte

### Frühe Jahre (1989–2000)
Die ersten Frauenrugbymannschaften entstanden in Spanien Ende der 1970er Jahre, zu Beginn insbesondere in Madrid und Barcelona, wo CD Arquitectura bzw. INEF Barcelona Pionierarbeit leisteten. Der erste offizielle Auftritt der Frauen-Nationalmannschaft erfolgte jedoch erst am 2. Mai 1989, als die Spanierinnen im französischen Boé auf die Mannschaft Frankreichs trafen, die Begegnung endete mit 28:0 für die Gastgeberinnen. An der ersten Weltmeisterschaft nahmen die Ibererinnen 1991 in Wales bereits Teil und konnten das Turnier auf dem sechsten Rang beenden. Drei Jahre später mussten die Spanierinnen aus finanziellen Gründen ihre Teilnahme kurz vor Turnierbeginn absagen. Bei der ersten vom kontinentalen Verband FIRA-AER anerkannten Frauen-Europameisterschaft gewann man, nach Siegen gegen Italien und Frankreich, überraschend den Titel. Im Jahr 1998 nahm Spanien erneut an der Weltmeisterschaft teil und sicherte sich den siebten Platz.

### Aufnahme ins Five Nations (2000–2006)
Im Jahr 2000 wurde die Nationalmannschaft, aufgrund der guten Resultate bei Welt- und Europameisterschaften, als fünftes Team in das Five Nations, dem Pendant zum Six Nations der Männer, aufgenommen, wo man das Team Irlands ersetzte. Gleich beim ersten Wettbewerb konnte man Schottland und Wales hinter sich lassen und beendete das Turnier auf Platz drei, ein Resultat, das auch im darauffolgenden Jahr wiederholt werden konnte. Die Weltmeisterschaft 2002, die in Barcelona ausgetragen wurde, beendete das Team auf dem achten Platz und ein Jahr später gelang, erneut durch Siege gegen Italien und Frankreich, der zweite Europameisterschaftstitel. 2006 nahm Spanien zum insgesamt vierten Mal an einer Weltmeisterschaft teil, diesmal erreichte man, nach Niederlagen gegen Schottland und Gastgeber Kanada sowie Siegen über Kasachstan und Samoa, nur Platz neun.

### Ausschluss aus den Six Nations (seit 2007)

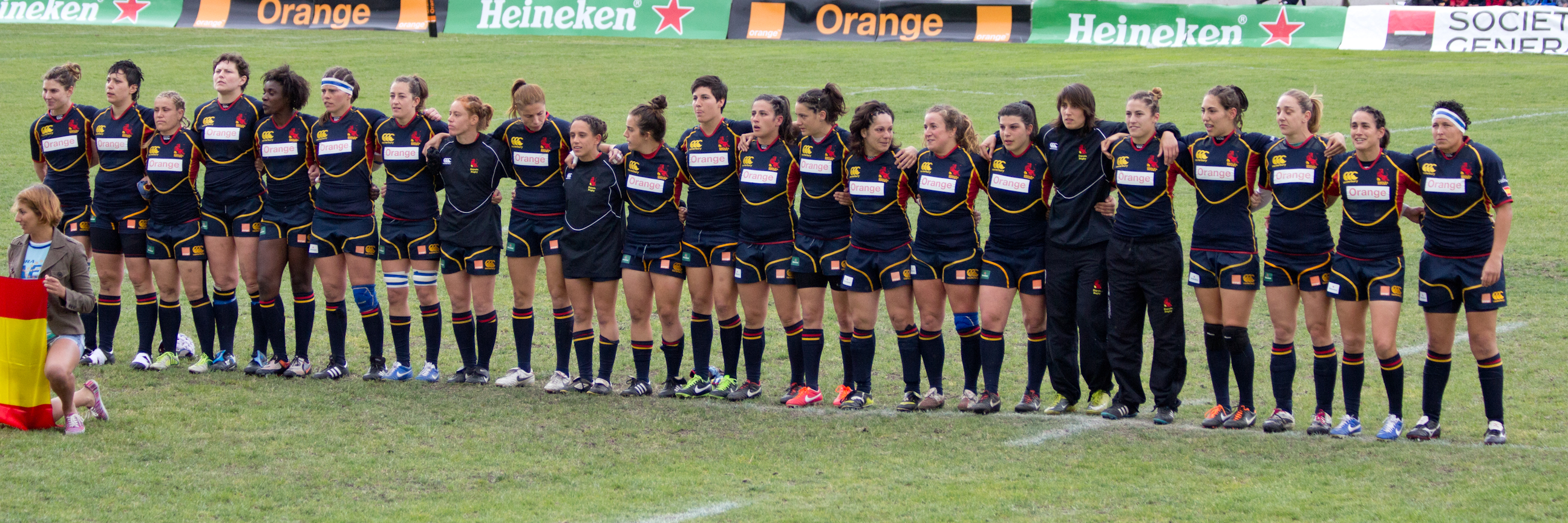
Spanien bei der WM-Qualifikation 2014

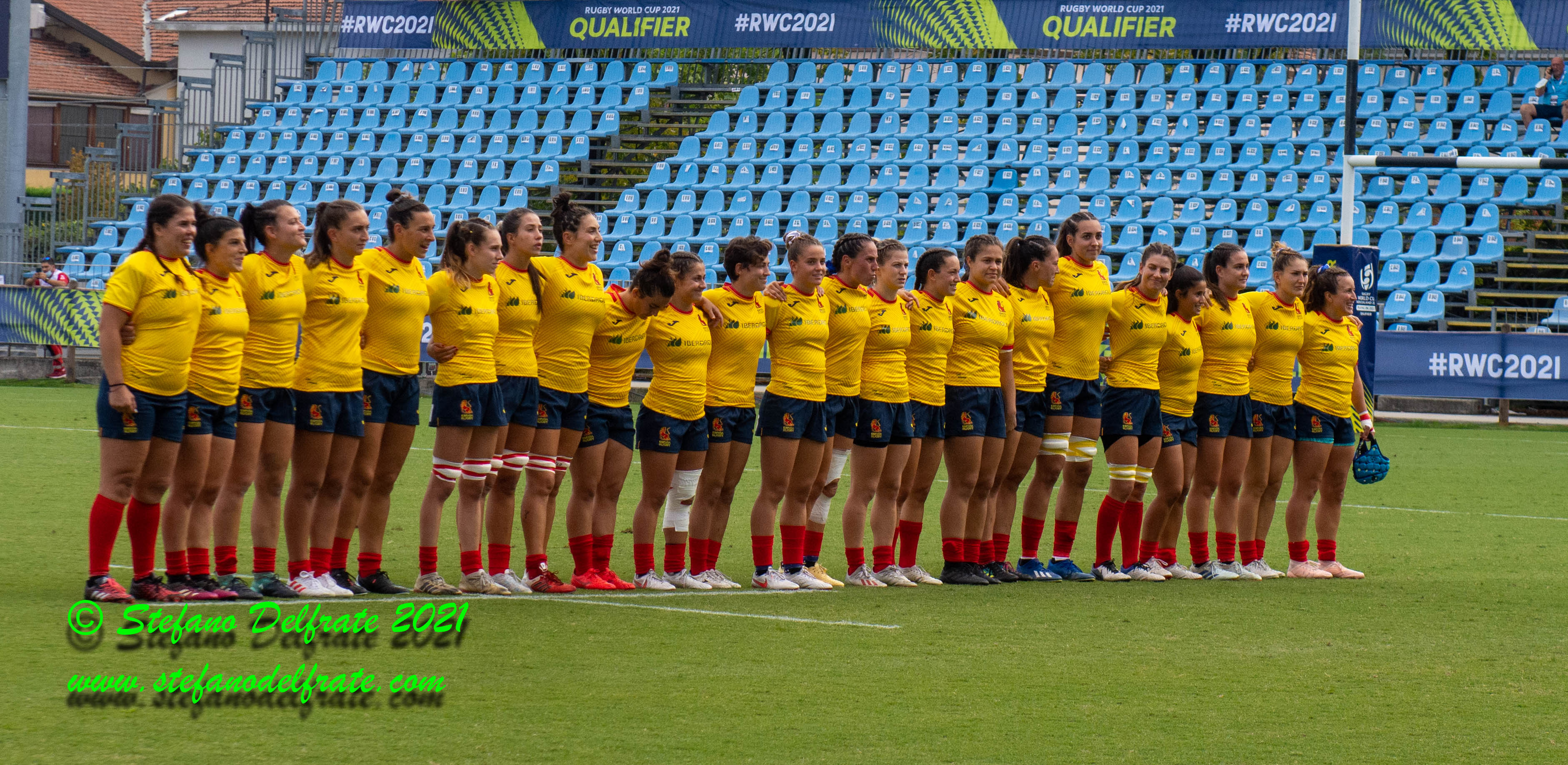
Spanien bei der WM-Qualifikation 2021

Ab der Saison 2007 wurde Spanien aus den Six Nations ausgeschlossen. Als Begründung gaben die Veranstalter an, das Turnier bezüglich der teilnehmenden Nationen an das der Männer angleichen zu wollen, weshalb fortan Spanien durch Italien ersetzt wurde, obwohl die Ibererinnen zu diesem Zeitpunkt alle fünf offiziellen Begegnungen gegen diese für sich entscheiden konnten. In der Folge ließen auch die Resultate der Nationalmannschaft nach, zwischen 2007 und 2009 erreichte Spanien nicht mehr das Finale der Europameisterschaft und auch die Qualifikation für die Weltmeisterschaftsendrunde 2010 gelang erstmals nicht. Erst die Europameisterschaft 2010 brachte wieder ein Erfolgserlebnis. Nachdem man in der Gruppenphase unter anderem Frankreich besiegen konnte, erreichte das Nationalteam das Endspiel, wo man ausgerechnet auf die Italienerinnen traf, die seit dem Verlust des Six-Nations Startplatzes zu Erzrivalinnen geworden waren. Spanien gewann das Endspiel mit 31:13, holte zum dritten Mal in der Geschichte den EM-Titel und gewann zugleich das achte Spiel aus ebenso vielen Begegnungen gegen die Azurre.
In der Qualifikation für die WM 2014 setzten sich die Spanierinnen souverän mit 55:0 gegen Schweden, 78:0 gegen die Niederlande und 38:7 im entscheidenden Spiel gegen Italien durch und sicherten sich somit einen Startplatz in der Endrunde. Bei dieser unterlagen sie in der Gruppenphase den Mannschaften aus England und Kanada, während gegen Samoa ein Sieg gelang. In den darauffolgenden Platzierungsspielen erreichten die Spanierinnen nach klaren Siegen gegen Kasachstan und Südafrika den neunten Endrang.
Bei der Europameisterschaft 2016 setzten sich die Ibererinnen mit 76:0 gegen Belgien und mit 97:0 gegen Tschechien durch um ins Finale einzuziehen. Dort besiegten sie die Mannschaft der Niederlande mit 35:7 um den insgesamt vierten kontinentalen Titel zu erobern. Dies berechtigte die Spanierinnen zudem an einem Playoff gegen Schottland, der schlechtesten Mannschaft der Six-Nations 2015 und 2016, teilzunehmen, um sich für die WM 2017 zu qualifizieren. Im Hinspiel in Glasgow gewann Spanien mit 10:5 und auch im Rückspiel in Madrid konnten sie sich mit 15:10 durchsetzen um die WM-Qualifikation zu fixieren.

## Trikot, Logo und Spitzname
Die Trikotfarben sind den traditionellen Nationalfarben des Landes entlehnt; das rote Trikot und die blauen Hosen sind den Farben des Hauses Bourbon entnommen. Das aktuelle Heimtrikot besteht aus einem roten Shirt mit Dreiecksmuster und schwarzen Taillenseiten, dunkelblauen Hosen und dunkelblauen Stutzen, während das Auswärtstrikot aus einem dunkelblauen Shirt, roten Taillenseiten, dunkelblauen Hosen und dunkelblauen Stutzen besteht.
Das Logo des Verbandes Federación Española de Rugby zeigt einen Löwen, der sich auf einem Rugbyball stützt, mit dem Schriftzug España Rugby darunter. Der Spitzname der Nationalmannschaft lautet Las Leonas („die Löwinnen“).

## Heimstadion

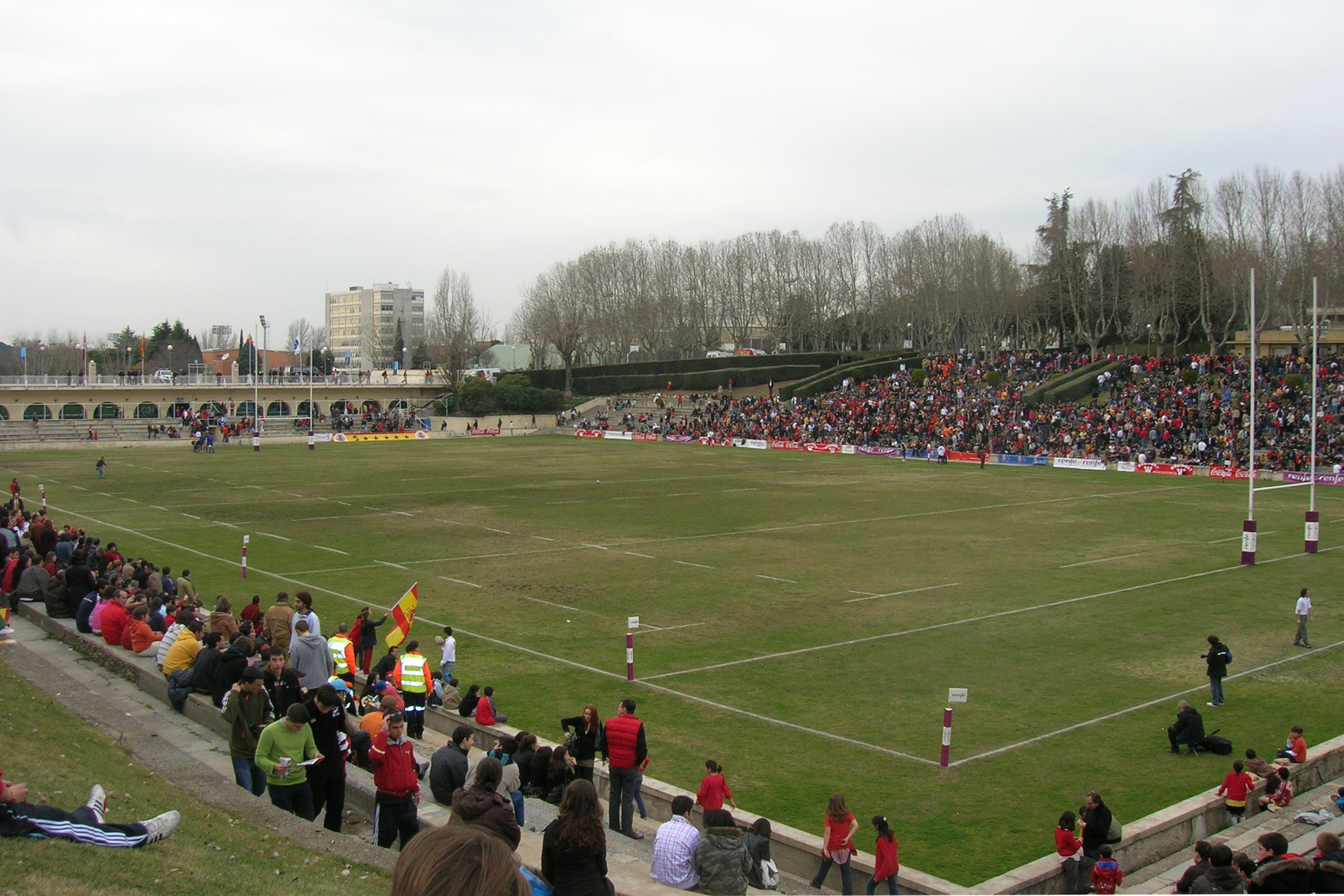
Estadio Nacional Universidad Complutense

Spaniens Heimstadion ist das Estadio Nacional Universidad Complutense in der Hauptstadt Madrid. Es befindet sich auf dem Gelände der Universität Complutense Madrid, wurde 1943 eröffnet und bietet 12.400 Zuschauern Platz. Die Nationalmannschaft begann dieses Stadion 1996 zu nutzen, bisher fanden dort fast drei Viertel aller Heimspiele statt.

## Test Matches
Spanien hat 87 seiner bisher 163 Test Matches gewonnen, was einer Gewinnquote von 53,37 % entspricht. Die Statistik der Test Matches Spaniens gegen alle Nationen, alphabetisch geordnet, ist wie folgt (Stand: 27. April 2025):
| Land               | Spiele | Gewonnen | Unent- schieden | Verloren | % Siege |
| ------------------ | ------ | -------- | --------------- | -------- | ------- |
| Australien         | 1      | 0        | 0               | 1        | 0,00    |
| Belgien            | 2      | 2        | 0               | 0        | 100,00  |
| Deutschland        | 3      | 3        | 0               | 0        | 100,00  |
| England            | 18     | 2        | 2               | 14       | 11,11   |
| Fidschi            | 1      | 1        | 0               | 0        | 100,00  |
| Finnland           | 1      | 1        | 0               | 0        | 100,00  |
| Frankreich         | 20     | 6        | 0               | 14       | 30,00   |
| Hongkong           | 4      | 4        | 0               | 0        | 100,00  |
| Irland             | 11     | 6        | 0               | 5        | 54,55   |
| Italien            | 16     | 10       | 0               | 6        | 62,50   |
| Japan              | 3      | 2        | 0               | 1        | 66,67   |
| Kanada             | 3      | 0        | 0               | 3        | 0,00    |
| Kasachstan         | 3      | 3        | 0               | 0        | 100,00  |
| Kenia              | 1      | 1        | 0               | 0        | 100,00  |
| Neuseeland         | 1      | 0        | 0               | 1        | 0,00    |
| Niederlande        | 13     | 13       | 0               | 0        | 100,00  |
| Portugal           | 1      | 1        | 0               | 0        | 100,00  |
| Russland           | 4      | 4        | 0               | 0        | 100,00  |
| Samoa              | 3      | 3        | 0               | 0        | 100,00  |
| Schottland         | 23     | 8        | 0               | 15       | 34,78   |
| Schweden           | 7      | 6        | 0               | 1        | 85,71   |
| Südafrika          | 8      | 3        | 0               | 5        | 37,50   |
| Tschechien         | 1      | 1        | 0               | 0        | 100,00  |
| Vereinigte Staaten | 4      | 0        | 0               | 4        | 0,00    |
| Wales              | 11     | 7        | 1               | 3        | 63,64   |
| Gesamt             | 163    | 87       | 3               | 73       | 53,37   |

## Erfolge

### Weltmeisterschaften
Spanien hat sich bisher für sechs Weltmeisterschaften qualifiziert. Das beste Resultat bisher war der 6. Platz beim Turnier 1991.
| Jahr | Resultat           | Spiele             | Siege              | Unent.             | Ndlg.              | +/-                | Punkte             |
| ---- | ------------------ | ------------------ | ------------------ | ------------------ | ------------------ | ------------------ | ------------------ |
| 1991 | 6. Platz           | 5                  | 3                  | 0                  | 2                  | 55:38              | –                  |
| 1994 | nicht teilgenommen | nicht teilgenommen | nicht teilgenommen | nicht teilgenommen | nicht teilgenommen | nicht teilgenommen | nicht teilgenommen |
| 1998 | 7. Platz           | 5                  | 1                  | 0                  | 4                  | 71:141             | –                  |
| 2002 | 8. Platz           | 4                  | 1                  | 0                  | 3                  | 83:66              | 4                  |
| 2006 | 9. Platz           | 5                  | 3                  | 0                  | 2                  | 41:132             | 4                  |
| 2010 | nicht qualifiziert | nicht qualifiziert | nicht qualifiziert | nicht qualifiziert | nicht qualifiziert | nicht qualifiziert | nicht qualifiziert |
| 2014 | 9. Platz           | 5                  | 3                  | 0                  | 2                  | 105:86             | 5                  |
| 2017 | 10. Platz          | 5                  | 2                  | 0                  | 3                  | 73:134             | 4                  |
| 2021 | nicht qualifiziert | nicht qualifiziert | nicht qualifiziert | nicht qualifiziert | nicht qualifiziert | nicht qualifiziert | nicht qualifiziert |
| 2025 | qualifiziert       | qualifiziert       | qualifiziert       | qualifiziert       | qualifiziert       | qualifiziert       | qualifiziert       |
| 2029 | noch ausstehend    | noch ausstehend    | noch ausstehend    | noch ausstehend    | noch ausstehend    | noch ausstehend    | noch ausstehend    |
| 2033 | noch ausstehend    | noch ausstehend    | noch ausstehend    | noch ausstehend    | noch ausstehend    | noch ausstehend    | noch ausstehend    |

### Five- und Six Nations
Spanien wurde 2000 ins damalige Five Nations Championship aufgenommen, wo man auf England, Frankreich, Wales und Schottland traf. Ab 2002 kam Irland hinzu und das Turnier wurde zum Six Nations. 2007 wurde Spanien durch Italien ersetzt.
| Jahr         | Resultat         |
| Home Nations | Home Nations     |
| ------------ | ---------------- |
| 1996–1998    | nicht eingeladen |
| Five Nations |                  |
| 1999         | nicht eingeladen |
| 2000         | 3. Platz         |
| 2001         | 3. Platz         |
| Six Nations  |                  |
| 2002         | 4. Platz         |
| 2003         | 6. Platz         |
| 2004         | 3. Platz         |
| 2005         | 4. Platz         |
| 2006         | 6. Platz         |
| seit 2007    | nicht eingeladen |

### Rugby-Union-Europameisterschaften
Im Jahr 1998 fand keine Europameisterschaft statt. 2002, 2005 und 2006 nahmen die Six-Nations (damals England, Irland, Schottland, Wales, Frankreich und Spanien) nicht an den Europameisterschaften teil. 2009 und 2013 wurde statt der Europameisterschaft ein Qualifikationsturnier für die WM 2010 bzw. 2014 ausgetragen.
| Jahr | Resultat           |
| ---- | ------------------ |
| 1995 | Europameister      |
| 1996 | 2. Platz           |
| 1997 | 3. Platz           |
| 1999 | 2. Platz           |
| 2000 | 2. Platz           |
| 2001 | 2. Platz           |
| 2002 | nicht teilgenommen |
| 2003 | Europameister      |
| 2004 | 6. Platz           |
| 2005 | nicht teilgenommen |
| 2006 | nicht teilgenommen |
| 2007 | 3. Platz           |
| 2008 | 6. Platz           |
| 2010 | Europameister      |
| 2011 | 2. Platz           |
| 2012 | 4. Platz           |
| 2014 | nicht teilgenommen |
| 2015 | nicht teilgenommen |
| 2016 | Europameister      |
| 2018 | Europameister      |
| 2019 | Europameister      |
| 2020 | Europameister      |
| 2022 | Europameister      |
| 2023 | Europameister      |
| 2024 | Europameister      |
| 2025 | Europameister      |

## Spielerinnen

### Aktueller Kader
Die folgenden Spielerinnen bildeten den Kader während der WXV 3 2024:
| Spielerin                | Position         | Mannschaft                   | Länderspiele |
| ------------------------ | ---------------- | ---------------------------- | ------------ |
| Lucía Díaz               | Gedrängehalb     | Silicius Majadahonda         | 28           |
| Anne Fernández de Corres | Gedrängehalb     | Federación Española de Rugby | 23           |
| Amàlia Argudo            | Verbinderin      | Toulouse                     | 14           |
| Claudia Cano             | Verbinderin      | Cisneros                     | 04           |
| Zahía Pérez              | Verbinderin      | Silicius Majadahonda         | 18           |
| Maider Aresti            | Innendreiviertel | Simón Verde Magnolia Cocos   | 10           |
| Naroa Azpitarte          | Innendreiviertel | Getxo Artea                  | 01           |
| Martina Márquez          | Innendreiviertel | AVR FC Barcelona             | 04           |
| Claudia Pérez            | Außendreiviertel | Silicius Majadahonda         | 12           |
| Alba Vinuesa             | Außendreiviertel | Stade Français               | 24           |
| Lea Ducher               | Schlussfrau      | Simón Verde Magnolia Cocos   | 05           |
| Clàudia Peña             | Schlussfrau      | Harlequins                   | 15           |
| Clara Piquero            | Schlussfrau      | Pau                          | 18           |

| Spielerin                  | Position               | Mannschaft                 | Länderspiele |
| -------------------------- | ---------------------- | -------------------------- | ------------ |
| Cristina Blanco            | Haklerin               | Ealing Trailfinders        | 22           |
| María del Castillo         | Haklerin               | Olímpico de Pozuelo        | 13           |
| Inés Antolínez             | Pfeiler                | Crealia El Salvador        | 13           |
| Sidorella Bracic           | Pfeiler                | Crealia El Salvador        | 18           |
| Mireia de Andrés           | Pfeiler                | Sant Cugat                 | 03           |
| María de las Huertas Román | Pfeiler                | Simón Verde Magnolia Cocos | 14           |
| Laura Delgado Dueñas       | Pfeiler                | Harlequins                 | 40           |
| Nuria Jou                  | Pfeiler                | UE Santboiana              | 06           |
| Lia Piñeiro                | Pfeiler                | Olímpico de Pozuelo        | 05           |
| Lourdes Alameda            | Zweite-Reihe-Stürmerin | AC Bobigny 93              | 29           |
| Carmen Castellucci         | Zweite-Reihe-Stürmerin | Gloucester-Hartpury        | 18           |
| Mónica Castelo             | Zweite-Reihe-Stürmerin | Rennes                     | 24           |
| Nadina Cisa                | Zweite-Reihe-Stürmerin | Lyon                       | 07           |
| Anna Puig                  | Zweite-Reihe-Stürmerin | UE Santboiana              | 31           |
| María Calvo                | Flügelstürmerin        | Complutense Cisneros       | 26           |
| Alba Capell                | Flügelstürmerin        | Sale Sharks                | 17           |
| Nerea García               | Flügelstürmerin        | Crealia El Salvador        | 06           |

### Bekannte Spielerinnen
Bisher ist noch keine spanische Spielerin in die World Rugby Hall of Fame aufgenommen worden.